# Rock 'n' Roller Coaster
Rock 'n' Roller Coaster starring Aerosmith (ou plus communément « Rock 'n' Roller Coaster ») est une attraction de type montagnes russes en intérieur des parcs Disney. La musique d'Aerosmith est diffusée dans les véhicules de l'attraction et le groupe apparaît dans le preshow.
L'attraction existe aux Disney's Hollywood Studios à Walt Disney World Resort en Floride, et a existé aux Walt Disney Studios à Disneyland Paris en France. Le parcours ainsi que les bandes musicales dans les véhicules étaient identiques dans les deux parcs, mais la thématisation générale différait.
L'attraction présente tout d'abord un preshow à ses visiteurs. Ces derniers embarquent ensuite dans les véhicules propulsés à 92 km/h dans le circuit de montagnes russes. Celui-ci inclut un sea serpent et un corkscrew.

## Aux Disney's Hollywood Studios
L'attraction a ouvert le 29 juillet 1999. Elle est située à l'extrémité du Sunset Boulevard, près de la Twilight Zone Tower of Terror. Elle est accessible depuis un porche ouvrant sur une cour privée. Le bâtiment est construit comme le studio d'enregistrement RKO/Desilu aux Culver Studios. Haute de 13 m, la réplique géante d'une guitare Fender Stratocaster possède un manche rallongé de 10 m allant jusqu'au porche et au niveau duquel est accrochée une limousine à l'envers. La bande-son de la zone est composée de chansons d'Aerosmith.
L'attraction bénéficie du système FastPass et propose une file single rider depuis 2007. Elle interagissait également avec les Pal Mickey.
- Accélération initiale : de 0 à 92 km/h en 2,8 secondes
- Longueur de la catapulte : 66 mètres
- Poids de la catapulte : 8 tonnes
- Capacité des véhicules : 6 voitures avec 12 rangées de 2 personnes, soit 24 personnes par train
- Système audio : 5 haut-parleurs par siège (deux médiums, deux tweeters et un caisson de basse sous le siège) soit un total de 120 par train.
- Superficie du bâtiment : 6 813 m2

Après avoir traversé la file d'attente extérieure puis monté une rampe, les visiteurs pénètrent dans les studios de « G-Force Records », société qui enregistre certains grands artistes dont les trophées sont exposés dans l'entrée. Ensuite, ils entrent dans une salle d'avant-spectacle, où l'on peut voir le groupe Aerosmith venant juste de finir l'enregistrement de musiques, en compagnie de leur manager (l'actrice Illeana Douglas). Le groupe s'apprête à partir pour donner un concert. Ne voulant pas abandonner ses fans présents dans le studio, le leader du groupe, Steven Tyler, décide de les inviter dans les coulisses du concert. Comme ce dernier a lieu de l'autre côté de la ville, afin de ne pas être trop en retard, le manager du groupe réserve une limousine très rapide pour les invités surprises.
Les visiteurs passent alors dans un parking derrière les studios pour embarquer à bord de la limousine. Le véhicule une fois lancé parcourt à grande vitesse un circuit dans les rues de la ville, les haut-parleurs diffusant la musique du groupe. Des décors plats réagissant à la lumière noire sont éclairés au passage des véhicules. Le véhicule traverse ainsi le O du panneau Hollywood et frôle plusieurs panneaux de signalisation. Le véhicule arrive finalement au parking VIP de la salle de concert, où débarquent les visiteurs pour aller au concert.
L'attraction compte au total cinq trains, chacun proposant une bande-son différente. Quatre peuvent circuler simultanément sur le circuit. Ils sont reconnaissables par leur plaque minéralogique :
- 1QKLIMO diffuse Nine Lives ;
- UGOBABE diffuse Love in an Elevator et Walk This Way ;
- BUHBYE diffuse Young Lust, F.I.N.E.* et Love in an Elevator ;
- H8TRFFC diffuse Back in the Saddle et Dude (Looks Like a Lady) ;
- 2FAST4U diffuse une version live de Sweet Emotion.

## Aux Walt Disney Studios
L'attraction a ouvert en 16 mars 2002, avec le parc, et fermé en 2019.
Elle était située dans Backlot, à l’extrémité sud du parc. Elle était contenue dans les hangars d'un studio d'enregistrement nommé Tour de Force Records. L'entrée était composée d'une enseigne tri-dimensionnelle lumineuse géante accrochée sur la façade. Un autocar aux couleurs du groupe se trouvait sur la droite du bâtiment jusqu'en 2010. Après avoir traversé la file d'attente extérieure puis monté une rampe, les visiteurs pénétraient dans les studios, qui ont collaboré avec de grands artistes, dont les guitares étaient exposées dans l'entrée. Ensuite, ils entraient dans le "pre-show" (situé dans le Studio C), où l'on pouvait voir le groupe Aerosmith tester les musiques pour un nouveau type d'attraction : il s'agit d'un parcours de montagnes russes dont les rails font office de piste audio et le train, appelé "Soundtracker", lit la piste et diffuse le son aux passagers. L'attraction étant prête, les visiteurs étaient invités à aller en Zone d'Essai pour la tester.
Le circuit de montagnes russes était le même qu'en Floride. Les décors en 2D étaient remplacés par un spectacle lumineux appelé "light-show", propre à chaque Soundtracker, chacun avec une ou plusieurs couleurs dominantes. Il en existait un vert, un violet, un multicolore, un rouge et un bleu. Comme à Walt Disney World, chaque Soundtracker proposait sa propre bande-son. Ils étaient reconnaissables aux couleurs des éclairages lorsqu'ils entraient en station ou en zone de lancement :
- Soundtracker #1 : Titres : Back in the Saddle et Dude (Looks Like a Lady), light-show vert et jaune ;

- Soundtracker #2 : Titres : Young Lust, F.I.N.E.* et Love in an Elevator, light-show rose ;

- Soundtracker #3 : Titres : Love in an Elevator et Walk This Way, light-show multicolore ;

- Soundtracker #4 : Titres :Nine Lives, light-show rouge et jaune ;

- Soundtracker #5 Titres : Sweet Emotion tirée de l'album A Little South of Sanity, light-show bleu.

Cette attraction bénéficiait du système FastPass. Ses données techniques étaient les mêmes que la version floridienne.
Le 13 février 2018, lors de la D23 Expo Japan, on annonce la fermeture du Rock'n'Roller Coaster et sa re-thématisation dans l'univers Marvel d'Iron Man et les Avengers. L'attraction ferme officiellement ses portes le 1er septembre 2019 à 20h. Le 20 juillet 2022, l'attraction redémarre sous le nom de Avengers Assemble: Flight Force.